# Вільямсвілл (Нью-Йорк)
Вільямсвілл (англ. Williamsville) — селище (англ. village) в США, в окрузі Ері штату Нью-Йорк. Населення — 5423 особи (2020).

## Географія
Вільямсвілл розташований за координатами 42°57′43″ пн. ш. 78°44′33″ зх. д. / 42.96194° пн. ш. 78.74250° зх. д. (42.961964, -78.742368).  За даними Бюро перепису населення США в 2010 році селище мало площу 3,29 км², з яких 3,26 км² — суходіл та 0,02 км² — водойми.

## Демографія
Згідно з переписом 2010 року, у селищі мешкало 5300 осіб у 2534 домогосподарствах у складі 1252 родин. Густота населення становила 1612 осіб/км².  Було 2695 помешкань (819/км²).
Расовий склад населення:
| - 91,6 % — білих - 4,2 % — азіатів - 2,2 % — чорних або афроамериканців - 0,1 % — корінних американців |

До двох чи більше рас належало 1,3 %. Частка іспаномовних становила 1,7 % від усіх жителів.
За віковим діапазоном населення розподілялося таким чином: 18,2 % — особи молодші 18 років, 58,3 % — особи у віці 18—64 років, 23,5 % — особи у віці 65 років та старші. Медіана віку мешканця становила 46,4 року. На 100 осіб жіночої статі у селищі припадало 77,7 чоловіків;  на 100 жінок у віці від 18 років та старших — 74,4 чоловіків також старших 18 років.
Середній дохід на одне домашнє господарство  становив 77 388 доларів США (медіана — 59 149), а середній дохід на одну сім'ю — 105 609 доларів (медіана — 84 917). Медіана доходів становила 58 448 доларів для чоловіків та 55 740 доларів для жінок. За межею бідності перебувало 7,5 % осіб, у тому числі 3,3 % дітей у віці до 18 років та 8,9 % осіб у віці 65 років та старших.
Цивільне працевлаштоване населення становило 2770 осіб. Основні галузі зайнятості: освіта, охорона здоров'я та соціальна допомога — 39,0 %, фінанси, страхування та нерухомість — 11,1 %, науковці, спеціалісти, менеджери — 10,8 %.